# 祈雨舞

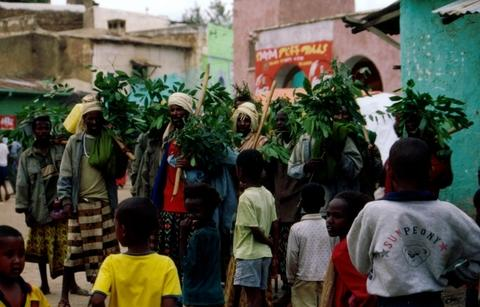
在衣索比亞東部城市哈拉爾（Harar）的一場祈雨儀式。

祈雨舞是一種為了祈求作物生長需要的降雨而表演的儀式性舞蹈，從古埃及、一些印地安部落（如馬雅文明）到20世紀的巴爾幹國家都可發現這種性質的舞蹈。現在還在非洲乾旱地區流行。
美國東南部的切羅基族的祈雨舞，除了祈雨以外，還有除魔的功能。該族傳說：往生的部族首領的靈魂會隨著祈雨舞所召喚的雨水降臨，並擊敗徘徊在人間與靈界的惡魔。另外相傳一些特別的祈雨舞會使人做出非常極端的崇拜鬼神的行為。
「祈雨舞」（Rain Dance）一詞的由來可以追溯到一則美國原住民的傳說：在19世紀美國政府強制遷徙原住民的時候，許多傳統的宗教儀式被禁，例如太陽舞。Windigokan，一個暱稱「the backward people」的食人教派，告訴聯邦眾議員說他們所表演的舞不是太陽舞而是祈雨舞，從而避免了聯邦政府的干涉。
Julia M. Butree，歐內斯特·湯普森·西頓（Ernest Thompson Seton）的第二任妻子，在他一本介紹美國原住民歌舞的著作裡提到了「祖尼族（Zuni）的祈雨舞」。
許多有關祈雨舞的傳統習俗都是透過口耳相傳留存至今，例如：人們在祈雨儀式中會穿戴羽毛飾品及土耳其玉，象徵風和雨。

## 案例

### 臺灣
大武壠族在公廨舉行的不定期儀式包括祈雨：每當乾旱時，族人頭戴草圈或樹葉，到公廨舉行三向儀式並禱告。禱告完，便到大溪邊，讓鍋子浮在水上，男女均在溪中互相潑水，並舉行牽戲（大武壠族傳統四步舞），一直到天陰。返回部落時，會把三個瓢杓流放在水上，使其漂到公廨時撿起，開始一面起跑，一面用瓢杓在自己的足跡上潑水。

## 電腦駭客術語
《駭客字典》（Jargon File）收錄了「Rain Dance」一詞的兩種用法：
1. 形容對硬件問題所做的儀式性及預期幫助極小的動作，尤指重置印刷電路板或重新接駁電線等。例如在遇到電腦啟動問題時：「啟動程式不行了，要等人來跳祈雨舞才行。」 (英文原句為：I can't boot up the machine. We'll have to wait for Greg to do his rain dance.)
2. 形容對電腦或軟件做出不可思議、難以理解或無用的行為。該詞通常專指一些接近咒語的命令或動作。

## 搜救術語
「祈雨舞」一詞可指在被困者生還機會已被認為極渺茫後仍繼續進行的搜救行動，某程度上只為了道義和極微小的希望而進行。

## 西部拓荒時代
早期美國中西部的原住民，在為移民表演祈雨舞，以換取物資的同時，也會將天氣的狀況記錄下來。密蘇里州和阿肯色州的Osage部落和Quapaw部落有最完整的記錄。

## 另見
- 巫術
- 民間信仰